# فهرست امپراتوران دودمان هان
امپراتوری هان (۲۰۲ ق.م. -۲۲۰ م) دومین دودمان تاریخ چین پس از دودمان چه این بود که به دنبال آن نیز دورهٔ سه امپراتوری آمد. دودمان هان به دو دورهٔ هان غربی (۲۰۲ ق.م. -۹ م) و هان شرقی (۲۵ م. -۲۲۰ م) تقسیم می‌شود که بین این دو عصر، دورهٔ دودمان زین (۹–۲۳ میلادی) قرار دارد.

## امپراتورانهان غربی(۲۰۲ پ.م. تا ۹ میلادی)
| نام امپراتور          | نام امپراتور                                                        | نام شخصی    | نسبت خانوادگی       | دورهٔ حکومت   |
| امپراتور              | همراه با                                                            | نام شخصی    | نسبت خانوادگی       | دورهٔ حکومت   |
| --------------------- | ------------------------------------------------------------------- | ----------- | ------------------- | ------------ |
| امپراتور گائوزو هان   | -                                                                   | لیو بانگ    | بنیانگذار دودمان    | ۲۰۲–۱۹۵ ق.م. |
| امپراتور هوی هان      | *تماماً با امپراتریس بیوه لو                                         | لیو یینگ    | پسر امپراتور گائوزو | ۱۹۵–۱۸۸ ق.م. |
| امپراتور کیانشائو هان | *تماماً با امپراتریس بیوه لو                                         | لیو گونگ    | پسر امپراتور هوی    | ۱۸۸–۱۸۴ ق.م. |
| امپراتور هئوشائو هان  | *تماماً با امپراتریس بیوه لو                                         | لیو هونگ    | پسر امپراتور هوی    | ۱۸۴–۱۸۰ ق.م. |
| امپراتور ون هان       | -                                                                   | لیو هنگ     | پسر امپراتور گائوزو | ۱۸۰–۱۵۷ ق.م. |
| امپراتور جینگ هان     | -                                                                   | لیو چی      | پسر امپراتور ون     | ۱۵۷–۱۴۱ ق.م. |
| امپراتور وو هان       | -                                                                   | لیو چه      | پسر امپراتور جینگ   | ۱۴۱–۸۷ ق.م.  |
| امپراتور ژائو هان     | *۸۷ تا ۸۶ با جین میدی *۸۷ تا ۸۰ با شونگگوان جیه *تماماً با هئو گوانگ | لیو فولینگ  | پسر امپراتور وو     | ۸۷–۷۴ ق.م.   |
| مارکی هایهون          | *تماماً با هئو گوانگ                                                 | لیو هه      | نوه امپراتور وو     | ۷۴ ق.م.      |
| امپراتور شوان هان     | *۷۴ تا ۶۸ با هئو گوانگ *تماماً با امپراتریس بیوه اعظم شانگگوان       | لیو بینگ یی | نوه امپراتور وو     | ۷۴–۴۹ ق.م.   |
| امپراتور یوان هان     | -                                                                   | لیو شی      | پسر امپراتور شوان   | ۴۹–۳۳ ق.م.   |
| امپراتور چنگ هان      | -                                                                   | لیو آئو     | پسر امپراتور یوان   | ۳۳–۷ ق.م.    |
| امپراتور آی هان       | -                                                                   | لیو شین     | نوه امپراتور یوان   | ۷–۱ ق.م.     |
| امپراتور پینگ هان     | *تماماً با وانگ مانگ                                                 | لیو کان     | نوه امپراتور یوان   | ۱–۶ م.       |
| روزی یینگ             | *تماماً با وانگ مانگ                                                 | لیو یینگ    | نبیره امپراتور شوان | ۶–۹ م.       |

## امپراتوراندودمان شین(۹ تا ۲۳)
| نام امپراتور | نام شخصی  | نسبت خانوادگی            | دوره حکومت |
| ------------ | --------- | ------------------------ | ---------- |
| وانگ مانگ    | وانگ مانگ | پسردائی امپراتور چنگ هان | ۹–۲۳ م.    |

## امپراتوران دودمان هان شوان (۲۳ تا ۲۵)
| نام امپراتور   | نام شخصی | نسبت خانوادگی               | دوره حکومت |
| -------------- | -------- | --------------------------- | ---------- |
| گنگشی امپراتور | لیو شیو  | نوه ندیده امپراتور جینگ هان | ۲۳–۲۵ م.   |

## امپراتورانهان شرقی(۲۵ تا ۲۲۰)
| نام امپراتور         | نام امپراتور                                                           | نام شخصی  | نسبت خانوادگی               | دوره حکومت |
| امپراتور             | همراه با                                                               | نام شخصی  | نسبت خانوادگی               | دوره حکومت |
| -------------------- | ---------------------------------------------------------------------- | --------- | --------------------------- | ---------- |
| امپراتور گوانگ‌وو هان | -                                                                      | لیو شیو   | نوه ندیده امپراتور جینگ هان | ۲۵–۵۷ م.   |
| امپراتور مینگ هان    | -                                                                      | لیو ژوآنگ | پسر امپراتور گوانگ‌وو        | ۵۷–۷۵ م.   |
| امپراتور ژانگ هان    | -                                                                      | لیو دا    | پسر امپراتور مینگ           | ۷۵–۸۸ م.   |
| امپراتور هه هان      | * ۸۸ تا ۹۵ با امپراتریس بیوه دو                                        | لیو ژائو  | پسر امپراتور ژانگ           | ۸۸–۱۰۶ م.  |
| امپراتور شانگ هان    | * تماما با امپراتریس بیوه دنگ                                          | لیو هونگ  | پسر امپراتور هه             | ۱۰۶ م.     |
| امپراتور آن هان      | *۱۰۶ تا ۱۲۱ با امپراتریس بیوه دنگ                                      | لیو هو    | نوه امپراتور ژانگ           | ۱۰۶–۱۲۵ م. |
| مارکی بیشیانگ        | *تماماً با امپراتریس بیوه یان جی                                        | لیو یی    | نوه امپراتور ژانگ           | ۱۲۵ م.     |
| امپراتور شون هان     | -                                                                      | لیو بائو  | پسر امپراتور آن             | ۱۲۵–۱۴۴ م. |
| امپراتور چونگ هان    | *تماما با امپراتریس بیوه لیانگ                                         | لیو بینگ  | پسر امپراتور شون            | ۱۴۴–۱۴۵ م. |
| امپراتور ژی هان      | *تماما با امپراتریس بیوه لیانگ                                         | لیو زوآن  | نبیره امپراتور ژانگ         | ۱۴۵–۱۴۶ م. |
| امپراتور هوان هان    | *۱۴۶ تا ۱۵۰ با امپراتریس بیوه لیانگ                                    | لیو ژی    | نتیجه امپراتور ژانگ         | ۱۴۶–۱۶۸ م. |
| امپراتور لینگ هان    | *۱۶۸ تا ۱۷۲ با امپراتریس بیوه دئو                                      | لیو هونگ  | نتیجه امپراتور ژانگ         | ۱۶۸–۱۸۹ م. |
| لیو بیان             | *تماماً با امپراتریس بیوه هه *تماماً با هو جین                           | لیو بیان  | پسر امپراتور لینگ           | ۱۸۹ م.     |
| امپراتور شیان هان    | *۱۸۹ تا ۱۹۲ با دونگ ژئو *۱۹۲ تا ۱۹۶ با لی جوه *۱۹۶ تا ۲۲۰ با سائو سائو | لیو شی    | پسر امپراتور لینگ           | ۱۸۹–۲۲۰ م. |